# Sthenelais pectinata
Sthenelais pectinata is een borstelworm uit de familie Sigalionidae. Het lichaam van de worm bestaat uit een kop, een cilindrisch, gesegmenteerd lichaam en een staartstukje. De kop bestaat uit een prostomium (gedeelte voor de mondopening) en een peristomium (gedeelte rond de mond) en draagt gepaarde aanhangsels (palpen, antennen en cirri).
Sthenelais pectinata werd in 1970 voor het eerst wetenschappelijk beschreven door Thomassin. 

## Voorkomen
Deze geschubde borstelworm komt voor in de Indische Oceaan voor de westkust van Madagaskar.